# Lijst van rijksmonumenten in Gendringen
De plaats Gendringen telt 7 inschrijvingen in het rijksmonumentenregister. Hieronder een overzicht.
| Object | Oorspronkelijke functie? | Bouwjaar                  | Architect | Locatie                                  | Coördinaten?                  | Nr.?   | Afbeelding                                                                   |
| --- | ------------------------ | ------------------------- | --------- | ---------------------------------------- | ----------------------------- | ------ | ---------------------------------------------------------------------------- |
| Hekpijlers van het verdwenen landhuis "De Wildt"                                                             | Erfscheiding             | 18e eeuw                  |           | Anholtseweg 63 (bij)                     | 51° 52' 7" NB, 6° 21' 32" OL  | 16062  | Meer afbeeldingen                                                            |
| St. Maarten / Martinus (n.h.)                                                                                | Kerk en kerkonderdeel    | 15e eeuw                  |           | Grotestraat 28                           | 51° 52' 20" NB, 6° 22' 38" OL | 16063  | Meer afbeeldingen                                                            |
| Huis Landfort, zie lijst Megchelen                                                                           | Kasteel, buitenplaats    | eerste helft 19e eeuw     |           |                                          | 51° 51' 10" NB, 6° 24' 10" OL | 16064  | Huis Landfort, zie lijst Megchelen                                           |
| Kasteelterrein van het voormalige Kasteel Zwanenburg (Megchelen), zie Lijst van rijksmonumenten in Megchelen | Kasteel, buitenplaats    | late middeleeuwen (toren) |           | Kasteelterrein vm. Slot Swanenburg       | 51° 51' 21" NB, 6° 23' 28" OL | 16066  | Meer afbeeldingen                                                            |
| Boerderij "Wilbrinkshof"                                                                                     | Boerderij                | 1897                      |           | Munsterweg 3                             | 51° 51' 39" NB, 6° 21' 36" OL | 523682 | Meer afbeeldingen                                                            |
| Bakhuisje | Boerderij                | ca. 1850                  |           | Munsterweg 3                             | 51° 51' 40" NB, 6° 21' 36" OL | 523683 | Meer afbeeldingen                                                            |
| Woonhuis, oorspronkelijk gebouwd als kantoor voor de ontvanger van belasting                                 | Overheidsgebouw          | 1847-1932                 |           | pp de hoek Anholtseweg / Zwanenburgseweg | 51° 52' 1" NB, 6° 23' 7" OL   | 523699 | Woonhuis, oorspronkelijk gebouwd als kantoor voor de ontvanger van belasting |
| R.K. Martinuskerk                                                                                            | Kerk en kerkonderdeel    | 1896                      | A. Tepe   | Pastoor Wijfkerstraat 2                  | 51° 52' 24" NB, 6° 22' 38" OL | 523700 | Meer afbeeldingen                                                            |
| Pastorie | Kerkelijke dienstwoning  | ca. 1900                  |           | Kerkplein 1                              | 51° 52' 20" NB, 6° 22' 37" OL | 523701 | Meer afbeeldingen                                                            |